# 誰かが嘘をついている
『誰かが嘘をついている 〜有罪率99.9% 家族はあなたを信じてくれますか?〜』（だれかがうそをついている ゆうざいりつ99.9パーセント かぞくはあなたをしんじてくれますか）は、2009年10月6日火曜の21:00 - 23:08にフジテレビ系列で放送されたテレビドラマ。

## あらすじ
ごく普通のサラリーマン・佐藤敏昭は会社へ出勤する途中、降りた駅で女子高生に袖をつかまれ、痴漢をしたとして警察に勾留されてしまう。両手に荷物を持っていた敏昭には、全く身に覚えのないことであり、無実を訴え続ける。
警察は痴漢をしたと決めつけ、知人の弁護士は痴漢を認めて楽になることを勧める。やがて、刑事裁判になることが決定し、拘置所に拘置される。新しい弁護士をたて、無罪を勝ちとるために戦うことを選択するが、30年勤めた会社からは自主退職を迫られ、彼の社会的地位や家庭は崩壊していく。裁判中に保釈され、清掃の仕事を始めた佐藤は、家族と日常の素晴らしさを再確認する。
そして、事件から8か月後、一審で懲役1年3か月（執行猶予3年）の有罪判決が出される。佐藤とその家族は、控訴するかの選択を迫られる。

## キャスト

### 佐藤家
佐藤敏昭
演 - 水谷豊
本作の主人公。腕時計会社に勤める中年サラリーマン。
佐藤美羽
演 - 宮崎美子
敏昭の妻。専業主婦。
佐藤貴浩
演 - 手越祐也
敏昭の息子。大学生。
佐藤由香
演 - 谷村美月
敏昭の娘。女子高生。

### 拘置所
直木雅治
演 - 荒川良々
敏昭と同房になった痴漢冤罪者。
結婚詐欺師
演 - カンニング竹山
敏昭と同房になった犯罪者。
売人
演 - 加藤歩（ザブングル）
敏昭と同房になった犯罪者。

### 弁護士
山崎弁護士
演 - モト冬樹
敏昭の旧友。民事裁判をメインに活動している。
鬼塚敬二
演 - 平田満
敏昭の主力弁護士。冤罪事件に詳しい。

### その他
持田舞
演 - 佐津川愛美
痴漢被害を訴えた女子高生。気弱な性格。
阿藤本部長
演 - 浅野和之
敏昭の上司。
三浦係長
演 - 山本未來
敏昭の部下。
戸倉
演 - 一本気伸吾
敏昭が勤める腕時計会社の社長。
塩見翔
演 - 長谷川公彦
裁判官。
小川検察官
演 - 黒川芽以
佐上刑事
演 - 山中崇史
先客の痴漢
演 - 村松利史

## スタッフ
- 企画・プロデュース：喜多麗子
- 脚本：上杉隆之
- 演出：宮本理江子
- CG：尾上克郎（特撮研究所）、大屋哲男（ピクチャーエレメント）、諸星勲（マリンポスト）
- 技術協力：ビデオスタッフ
- 編集・MA：バウムレーベン
- 法律監修：中西義徳
- 制作：フジテレビドラマ制作センター